# Bandera de Cayambe
La bandera de la ciudad de Cayambe y del Cantón Cayambe fue propuesta el 25 de julio de 1947 y fue adoptada oficialmente el 5 de agosto de 1947 por la Municipalidad de Cayambe. Se compone de un rectángulo de proporción 3:2 y consta de tres franjas horizontales de igual tamaño. Ambos colores fueron inspirados en el escudo de la ciudad y la riqueza agropecuaria del Cantón. En el centro de la bandera debe ir el escudo.
- La primera y la tercera franja son verdes.
- La franja central es de color amarillo.